# Wilf Rosenberg

a Compétitions nationales et continentales officielles uniquement.

b Matchs officiels uniquement.
Wilfred Rosenberg, né le 18 juin 1934 au Cap et mort le 14 janvier 2019 à Herzliya (Israël), est un ancien joueur de rugby international sud-africain. Il évolue au poste de centre.

## Carrière
Il dispute son premier test match le 20 août 1955 contre les Lions britanniques puis joue deux autres matchs contre les Lions. L'année suivante il est retenu pour un match contre les All Blacks.
Il fait partie de l'équipe des Springboks de 1958 qui affrontent les Français dans une série historique pour les Bleus. 
Il effectue sa carrière au sein de la province du Transvaal.

## Palmarès
- 5 sélections
- 2 essais, 6 points
- Sélections par saison : 3 en 1955, 1 en 1956, 1 en 1958.